# 桜井茂尚
桜井 茂尚（さくらい しげなお、1915年（大正4年）1月25日 - 没年不明）は、昭和期の文筆家、政治家。衆議院議員、千葉県教育委員会委員長。

## 経歴
千葉県匝瑳郡福岡町（八日市場町、八日市場市を経て現匝瑳市）で生まれる。1940年（昭和15年）東北帝国大学法文学部法科を卒業した。
南満州鉄道に入り経理部勤務、同東亜経済調査局員・副参事を務めた。その後、国民経済研究所農業担当研究員、農林省嘱託、社会主義政治経済研究所参事、九十九里種畜場経営、日本農民組合千葉県連統制委員長、公選の千葉県教育委員、同委員長、労働大学主事、同講師、習志野市立習志野高等学校社会科担当教師、世界芸術協会常務理事、日本社会党千葉県連書記長、同政審会長、同党本部政審会事務局次長、同常任参与、同書記局員などを務めた。
1958年（昭和33年）5月の第28回衆議院議員総選挙で千葉県第2区から社会党公認で出馬して次点で落選。1963年（昭和38年）11月の第30回総選挙に出馬して当選し、衆議院議員に1期在任した。その後、第31回から第33回総選挙まで3回連続で立候補したがいずれも落選した。